# Pontiac Solstice
La Solstice è un'autovettura prodotta dalla Pontiac dal 2005 al 2009.

## Storia
Presentata al pubblico al salone dell'automobile di Detroit del 2004, la Solstice iniziò a essere prodotta in serie negli stabilimenti di Wilmington a metà 2005 per il model year 2006. La linea della carrozzeria era simile a quella della Solstice concept del 2002.

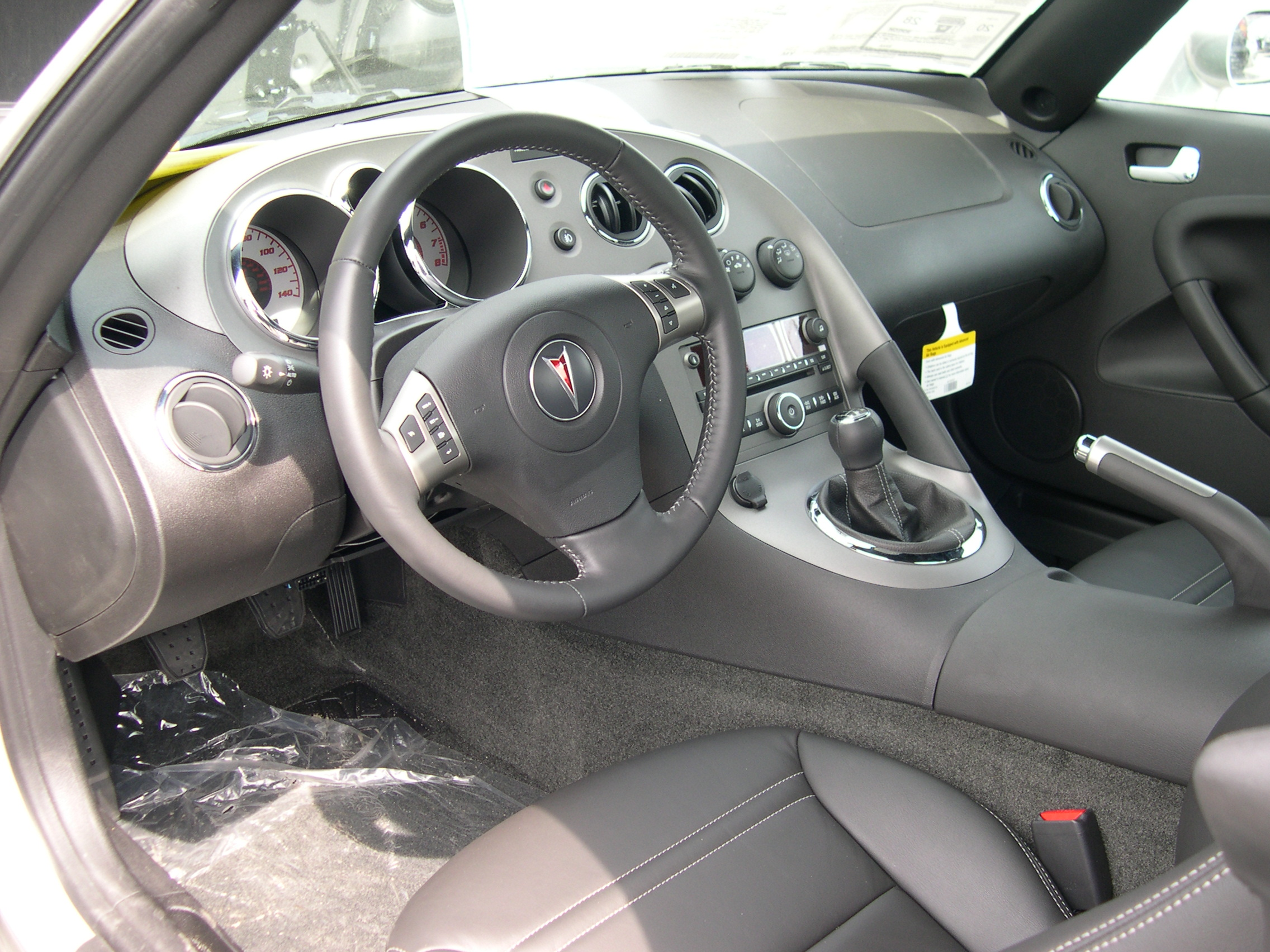
Gli interni

La produzione di serie fu inizialmente programmata per prima dell'estate del 2005, ma dei ritardi allo stabilimento di Wilmington costrinsero a spostare l'avvio dell'assemblaggio al quarto trimestre dell'anno citato. La versione coupé targa, prevista per il 2009, fu annunciata a metà del 2008. La Solstice era basata sul pianale Kappa della General Motors, che condivideva con la Saturn Sky, l'Opel GT, e la Daewoo G2X.
La Solstice fu nominata "Auto dell'anno nordamericana" e vinse il premio "Design dell'anno". Questi riconoscimenti furono conferiti dall'associazione dei giornalisti automobilistici canadesi nel 2006. Per la Pontiac la Solstice fu un successo fin dall'inizio, con 7.000 ordini nei primi dieci giorni di commercializzazione, e altri 6.000 ordini prima dell'inverno. A seguito di queste richieste, la General Motors fu costretta a incrementare la produzione.
La crisi economica iniziata nel 2008 causò un drastico calo delle vendite di automobili, e la General Motors, che era in grave difficoltà, decise di sopprimere il marchio Pontiac. La produzione della Solstice terminò con la chiusura dello stabilimento di Wilmington, datata luglio 2009.

## Caratteristiche tecniche

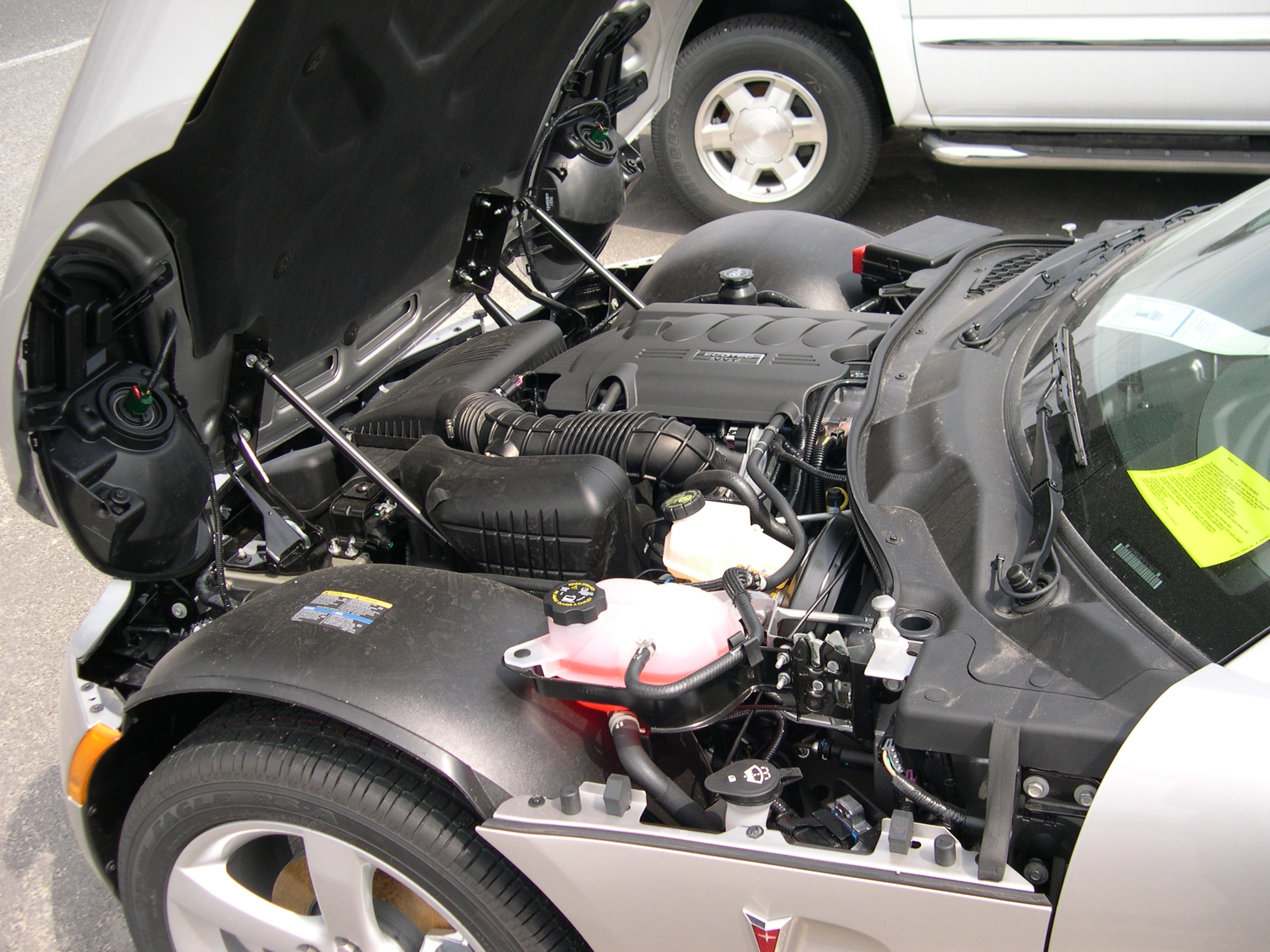
Il motore

Venne offerta con due tipi di carrozzeria, roadster due porte e coupé due porte.
Il motore era installato anteriormente, mentre la trazione era posteriore. I propulsori disponibili furono l’Ecotec LE5 a quattro cilindri in linea da 2,4 L di cilindrata e l’Ecotec LNF a quattro cilindri in linea da 2 L (che sviluppava 177 CV di potenza nella sua versione standard, e 260 CV nella versione ad alte prestazioni).
I cambi offerti erano due, l’Aisin AR5 manuale a cinque rapporti e il 5L40-E automatico della General Motors, anch'esso a cinque marce.

## La versione GXP (2007–2009)

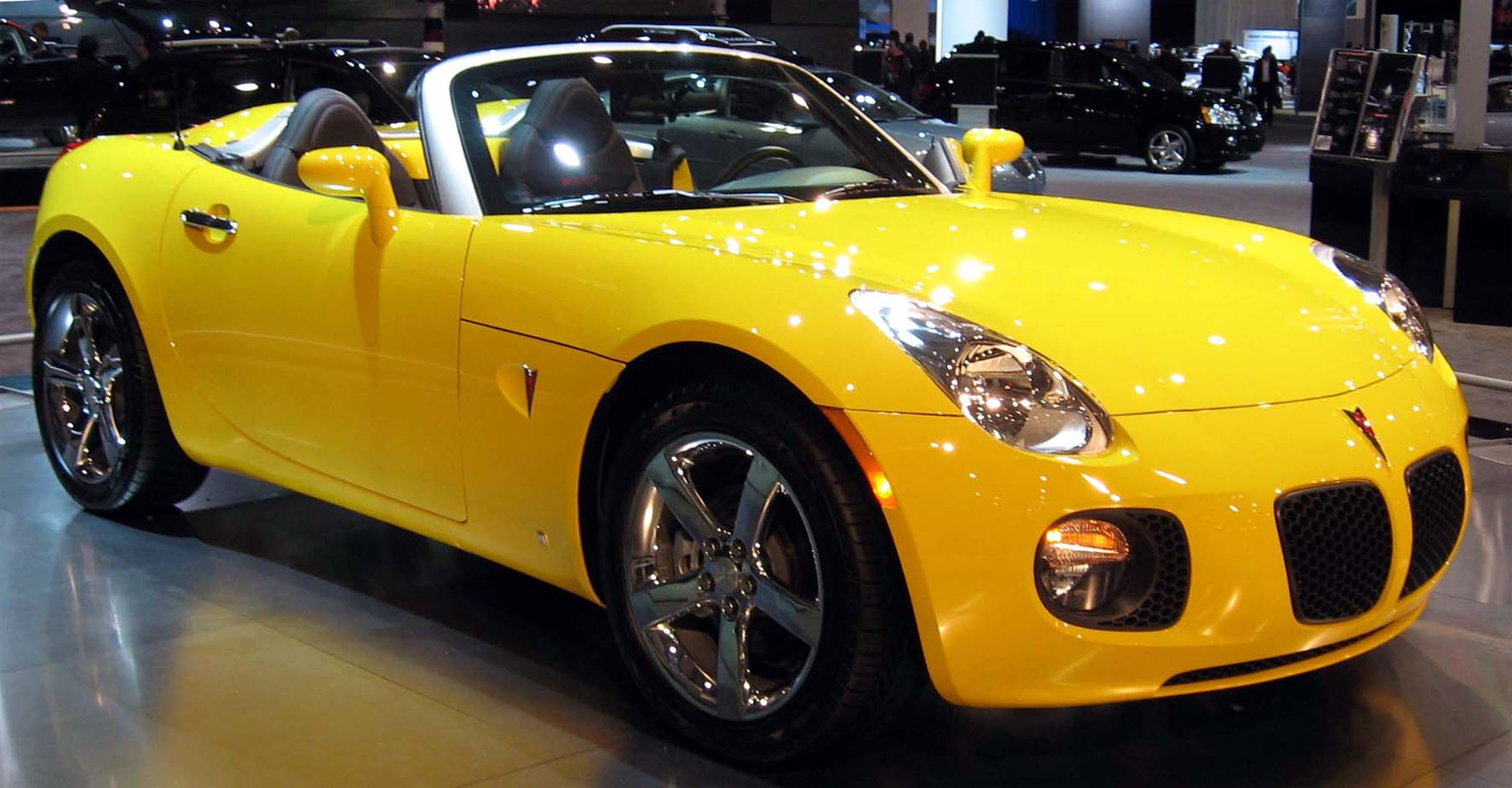
Una Pontiac Solstice GXP roadster

La GXP fu una versione speciale della Solstice che venne presentata al pubblico nel gennaio del 2006.
Aveva installato un nuovo motore Ecotec a quattro cilindri in linea da 2 L di cilindrata che era equipaggiato di un sistema di sovralimentazione. La potenza erogata era di 260 CV, mentre la coppia sviluppata era di 353 N•m. Questo propulsore erogava la più alta potenza specifica mai sviluppata da un motore General Motors, con 2,1 CV per pollice cubo. Inoltre, fu il primo motore a benzina realizzato da una casa automobilistica statunitense a essere a iniezione diretta. La GXP aveva un'accelerazione da 0 a 97 km/h di 5,5 secondi.
L'equipaggiamento della GXP comprendeva anche il controllo di trazione Stabilitrak, un differenziale a scorrimento limitato e l'ABS. Un optional disponibile e montato dal punto vendita era la centralina modificata che, con l'installazione di due nuovi sensori, permetteva al motore di erogare 290 CV e 340 N•m.

## La versione coupé (2009)

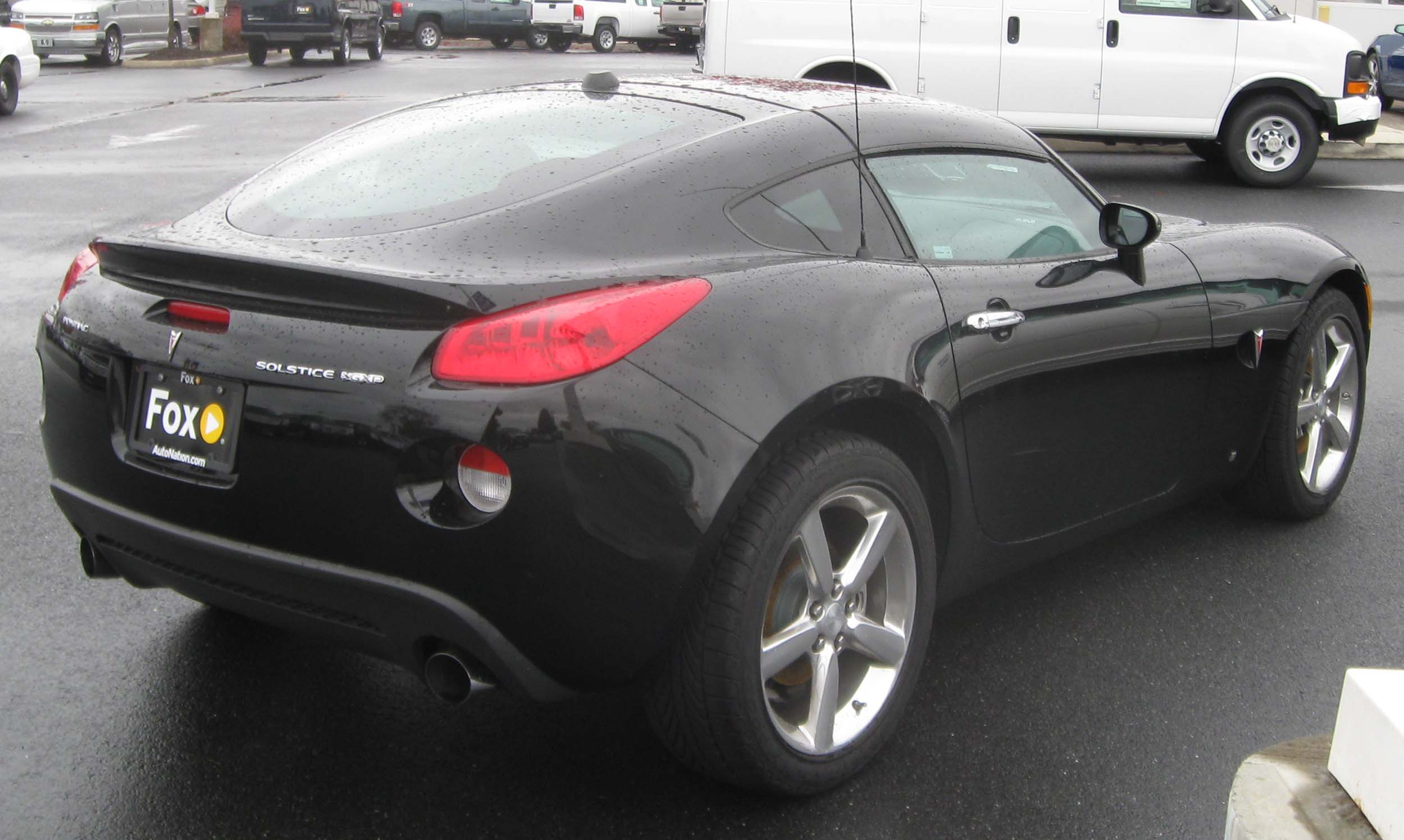
Vista posteriore

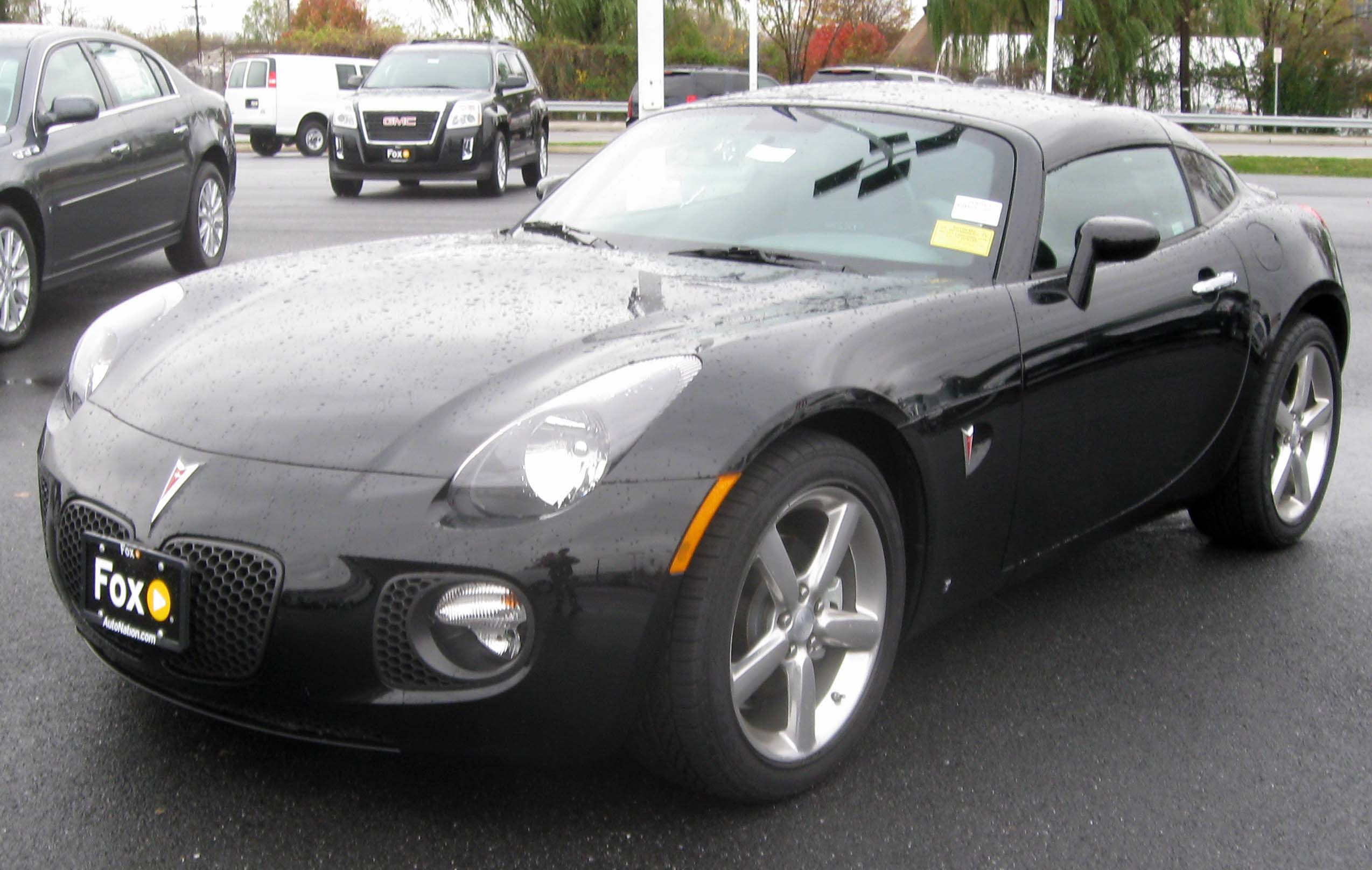
Una Pontiac Solstice GXP coupé

La versione targa coupé fu presentata al pubblico al salone dell'automobile di New York del 2008. Le motorizzazioni erano le medesime di quelle della versione roadster. Il tettuccio poteva essere rimosso, ma l'hard-top non poteva essere riposto nel bagagliaio. Era disponibile a richiesta una capote in tessuto, che andava a ripiegarsi nel vano bagagli.
Il modello fu messo in vendita nei primi mesi del 2009. Le Solstice coupé sono rare, dato che ne vennero realizzati solo 1.266 esemplari. Ciò fu dovuto al fatto che non molto tempo dopo il lancio, il marchio Pontiac venne soppresso. Nello specifico, furono prodotti 102 esemplari di pre-serie del 2009, 1.152 esemplari di serie nel 2009 con regolare numero di telaio e 12 esemplari di pre-serie del 2010. Della versione roadster ne furono invece assemblati circa 64.000 esemplari.

## Gli esemplari venduti negli Stati Uniti
| Anno   | Esemplari venduti |
| ------ | ----------------- |
| 2005   | 5.445             |
| 2006   | 19.710            |
| 2007   | 16.779            |
| 2008   | 10.739            |
| 2009   | 5.642             |
| 2010   | 7.409             |
| Totale | 65.724            |

## Le competizioni
Nelle competizioni, la scuderia Gardella Racing utilizzò una Pontiac Solstice in Formula D. Guidata da Ryan Tuerck, vinse il campionato piloti nel 2008 e giunse seconda nel 2009. La Solstice di Tuerck possedeva un motore LSJ previsto nella normale produzione di serie (ma da 500 CV di potenza), che era già stato installato sulla Saturn Ion Redline prodotta dal 2004 al 2007 e sulla Chevrolet Cobalt SS fabbricata dal 2005 al 2007.
La Solstice partecipò con successo anche a campionati SCCA.

## La fine della produzione
Nell'aprile del 2009, dopo che la General Motors annunciò la soppressione del marchio Pontiac per la fine del 2010, l'amministratore delegato Fritz Henderson dichiarò che la produzione della Solstice non sarebbe continuata sotto nessun altro marchio del gruppo. Sebbene il management del gruppo considerò la possibilità di vendere lo stabilimento di Wilmington e le linee produttive delle Solstice/Sky a un acquirente esterno, il sito produttivo citato chiuse i battenti nel luglio del 2009. Nell'ottobre del 2009, la DeLorean Motor Company espresse l'interesse di produrre la Solstice, ma la produzione non è stata a oggi ancora riavviata.